# Éfira

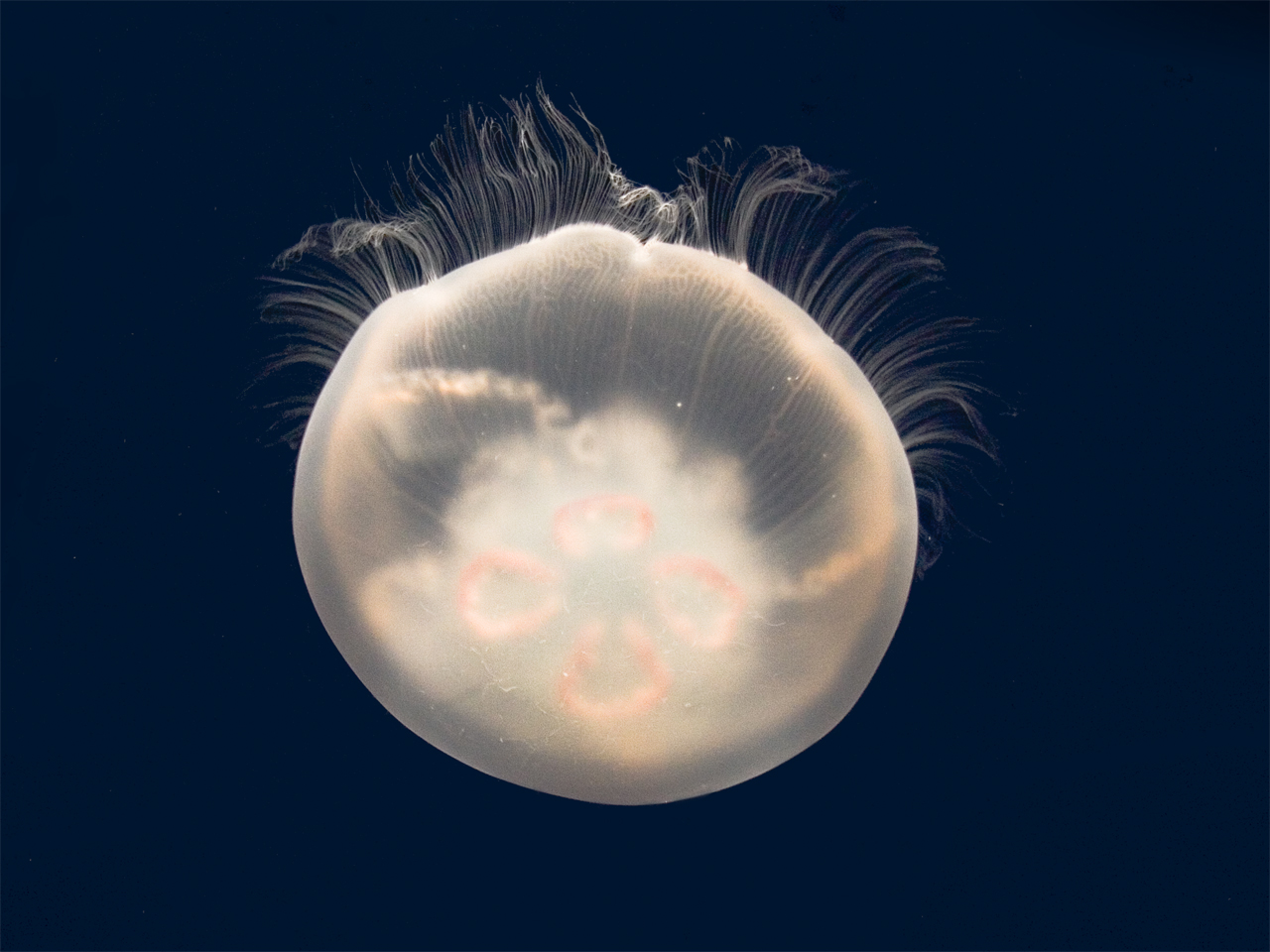
An adult Aurelia aurita

A éfira é uma larva livre-nadante de algumas espécies de cnidários.
Em alguns cifozoários como a Aurelia, a forma adulta é uma medusa, que apresenta sexos separados ("dioicia"). A medusa-macho lança seus espermatozoides na água onde, eventualmente podem fecundar óvulos numa medusa-fêmea. O zigoto transforma-se numa larva plânula, igualmente de vida livre que, quando encontra um substrato adequado, se fixa e se transforma num "cifístoma", uma larva polipoide, cuja única função é produzir éfiras. Para isso, o pólipo se divide transversalmente em vários discos que, ao libertar-se, adquirem vida livre, na forma de éfiras. Este processo de reprodução assexuada denomina-se estrobilação.
As éfiras, ao crescerem, vão transformar-se em medusas que, ao atingirem o tamanho e complexidade adequadas, se diferenciam sexualmente em machos e fêmeas, passando a poder produzir seus gametas.